# Jumarcus Mason
Jumarcus Mason ist ein US-amerikanischer Schauspieler.

## Leben
Jumarcus Mason ist als selbstständiger Schauspieler tätig und wohnt in Los Angeles. Er gab 2015 im Spielfilm Privy sein Schauspieldebüt. 2016 folgte die Rolle als K.D. im Tierhorrorfilm Zoombies – Der Tag der Tiere ist da!. Dieselbe Rolle übernahm er in der 2019 erschienenen Fortsetzung Zoombies 2 – Die Rache der Tiere. 2016 übernahm er in vier Episoden der Fernsehserie Stone Cold Justice die Rolle der Jimmy Johnson und wirkte zusätzlich in zwei Episoden der Fernsehserie The Incident mit. In den nächsten Jahren folgten Besetzungen in Kurz- und Fernsehfilmen. 2020 hatte er eine Rolle im Low-Budget-Film Monster Hunters – Die Alienjäger inne.

## Filmografie (Auswahl)
- 2015: Privy
- 2016: Zoombies – Der Tag der Tiere ist da! (Zoombies)
- 2016: Bigshot (Kurzfilm)
- 2016: The Incident (Fernsehserie, 2 Episoden)
- 2016: The Short Report (Kurzfilm)
- 2016: Stone Cold Justice (Fernsehserie, 4 Episoden)
- 2017: Tuesday Crowd (Kurzfilm)
- 2017: Up the Ladder Sitcom Pilot (Fernsehfilm)
- 2017: bits (Fernsehfilm)
- 2018: The Friend Zone (Kurzfilm)
- 2018: What Really Matters (Kurzfilm)
- 2018: Coast to Coast (Fernsehserie, 2 Episoden)
- 2018: Teddy Mate (Kurzfilm)
- 2018: Muzo (Fernsehfilm)
- 2018: Mirror Ball (Kurzfilm)
- 2019: Zoombies 2 – Die Rache der Tiere (Zoombies 2)
- 2019: Reality Bites Comedy (Fernsehserie, Episode 2x02)
- 2019: Together (Kurzfilm)
- 2019: King Bachelor’s Pad (Fernsehserie)
- 2020: Respect and Honor (Kurzfilm)
- 2020: Monster Hunters – Die Alienjäger (Monster Hunters)
- 2021: Devolver MaxPass+ Showcase: Monetization as a Service (Kurzfilm)
- 2021: Maternally Yours (Fernsehserie)
- 2022: Top Gunner 2 – Danger Zone (Top Gunner: Danger Zone)